# Локализованная склеродермия
Локализованная склеродермия — Форма относится[прояснить] к кожным заболеваниям соединительной ткани. Распространение и симптомы проявляются в основном на коже и подкожных слоях.

## Классификация
Международная классификация болезней МКБ-10 локализованную склеродермию делит на ряд подформ:
- Очаговая (бляшечная (кольцевидная склеродермия (morphea)), узловатая, генерализованная);
- Линейная (по типу «удар саблей», гемиформа);
- Глубокие формы склеродермии (подкожная склеродермия, глубокая склеродермия.

## Этиология
Причины возникновения заболевания полностью не установлены. Последние исследования показывают, что возникновение симптомов склеродермии может быть спровоцировано рядом факторов.

## Диагностика
Так как нет единого анализа для определения диагноза, проводят ряд различных тестов, которые в результате дополняют друг друга.